# Asperula samia
Asperula samia är en måreväxtart som beskrevs av D.H.Christ. och Goeriadis. Asperula samia ingår i släktet färgmåror, och familjen måreväxter. Inga underarter finns listade i Catalogue of Life.